# Bóbrka (gmina)
Bóbrka – dawna gmina wiejska w powiecie bóbreckim województwa lwowskiego II Rzeczypospolitej (1934–1939), a także jednostka podziału administracyjnego Generalnego Gubernatorstwa w latach 1942–1944, wchodząca w skład dystryktu galicyjskiego. Siedzibą gminy było miasto Bóbrka, za II RP stanowiące odrębną gminę miejską.
Gminę utworzono 1 sierpnia 1934 r. w ramach reformy na podstawie ustawy scaleniowej z dotychczasowych gmin wiejskich: Ernsdorf, Lubeszka, Łany, Łanki Małe, Rehfeld, Sarniki, Stoki, Strzałki i Wołowe.
W skład gminy wchodziło 9 gromad:
- Ernsdorf – obejmowała miejscowości Ernsdorf, Biały Dwór
- Lubeszka – obejmowała miejscowości Lubeszka, Hrabskie, Płoska, Walawa
- Łanki Małe – obejmowała miejscowości Łanki Małe, Chobryn, Kamionki, Mazurczyna, Narudki, Szwedowiec, Wygon, Zaścianka
- Łany – obejmowała miejscowości Łany, Hanczarów, Podmłynie, Podsarniki, Wygoda, Załóg
- Rehfeld – obejmowała miejscowości Rehfeld, Jaryna, Mielniki
- Sarniki – obejmowała miejscowości Sarniki, Krąglak, Walawa, Zapotok, Żołub
- Stoki – obejmowała miejscowości Stoki, Dąbrowa, Wilawcze
- Strzałki – obejmowała miejscowości Strzałki, Cierń, Rypiszcze, Wistrów, Zakwasów
- Wołowe – obejmowała miejscowości Wołowe, Czeremchów, Janówka, Mostyszcze[5]

W latach 1939–1941 zniesiona, będąc okupowana przez ZSRR, gdzie nie funkcjonowały gminy zbiorowe (vide rejon bóbrecki).
W 1941 roku reaktywowana na skutek wojny niemiecko-radzieckiej, po zajęciu obszaru przez władze hitlerowskie. Gmina weszła w skład powiatu lwowskiego (Kreishauptmannschaft Lemberg), należącego do dystryktu Galicja w Generalnym Gubernatorstwie. W skład gminy weszły: zniesione miasto Bóbrka (z Ernsdorf) oraz dawne gromady Lubeszka, Łany, Łanki Małe (z Rehfeld), Sarniki, Stoki, Strzałki, Wilawcze i Wołowe. Ludność gminy w 1943 roku wynosila 9947.
| Miejscowości / gromady                                                              | Rejon w ZSRR (1939–1941) | Gmina (II RP) | Powiat (II RP) |
| ----------------------------------------------------------------------------------- | ------------------------ | ------------- | -------------- |
| Bóbrka (m) (z Ernsdorf)                                                             | bóbrecki                 | Bóbrka (m)    | bóbrecki       |
| Lubeszka, Łany, Łanki Małe (z Rehfeld), Sarniki, Stoki, Strzałki, Wilawcze i Wołowe | bóbrecki                 | Bóbrka        | bóbrecki       |

Po II wojnie światowej obszar gminy został włączony do Ukraińskiej SRR.